# Marcel Schwerzmann
Marcel Schwerzmann (* 15. Januar 1965 in Luzern; heimatberechtigt in Luzern und Risch) ist ein Schweizer Politiker (parteilos). 

## Leben
Schwerzmann studierte ab 1987 Betriebswirtschaftslehre an der Universität St. Gallen und war Steuerverwalter des Kantons Luzern. Ab 2007 war er Luzerner Regierungsrat. Von 2007 bis 2019 leitete er das Finanzdepartement, seit 2019 ist er zuständig für das Bildungs- und Kulturdepartement. Marcel Schwerzmann war 2011, sowie von Juli 2016 bis Juni 2017 und von Juli 2021 bis Juni 2022 Regierungspräsident. Am 4. Juli 2022 verkündete Schwerzmann, dass er im Jahr 2023 nicht zur Wiederwahl antritt.

## Wahl 2007
Die Wahl des parteilosen Marcel Schwerzmann in den Regierungsrat des Kantons Luzern war eine Überraschung. Nachdem im Wahlkampf 2007 über den amtierenden Finanzdirektor Daniel Bühlmann (SVP) private Betreibungen publik wurden, erhielt dieser im ersten Wahlgang im Vergleich mit den anderen amtierenden Regierungsräten am wenigsten Stimmen. Für den zweiten Wahlgang portierte die SVP schliesslich den relativ unbekannten Kandidaten Peter Unternährer, welcher jedoch gegen Marcel Schwerzmann unterlag. Marcel Schwerzmann war von 2003 bis 2007 Leiter der Steuerverwaltung des Kantons Luzern und von Daniel Bühlmann entlassen worden. Die Kandidatur von Schwerzmann für den Regierungsrat erfolgte mit Unterstützung der CVP und der FDP.

## Wahlen 2011 bis 2019
Bei den Regierungsratswahlen 2011, 2015 und 2019 scheiterte Schwerzmann jeweils im ersten Wahlgang am absoluten Mehr, wurde jedoch im zweiten Wahlgang wiedergewählt.

## Privates
Schwerzmann hat einen Sohn und wohnt in Kriens.